# Dušan Hendrych
Dušan Hendrych (26. prosince 1927, Most – 25. ledna 2021) byl český odborník na správní právo a profesor Právnické fakulty Univerzity Karlovy.

## Život
Na pražské právnické fakultě působil jako vedoucí katedry správního práva a správní vědy, zaměřoval se především na obecné otázky správního práva, správní vědu a organizaci veřejné správy. Publikoval také v oboru ústavního práva. Kromě toho byl členem rady doktorského studijního programu veřejná a sociální politika na Fakultě sociálních věd Univerzity Karlovy, vědecké rady Technické univerzity v Liberci, akademické rady institutu CEVRO v Praze a redakčních rad časopisů Právní rozhledy a Správní právo.

## Některá díla
- Správní právo. Obecná část, C. H. Beck
- Ústava České republiky : komentář, C. H. Beck
- Právnický slovník, C. H. Beck
- Správní věda : teorie veřejné správy, ASPI